# Cryptoprocta
Cryptoprocta là một chi động vật có vú trong họ Eupleridae, bộ Ăn thịt. Chi này được Bennett miêu tả năm 1833. Loài điển hình của chi này là Cryptoprocta ferox Bennett, 1833, by designation (Melville and Smith, 1987).

## Các loài
Chi này gồm các loài:
- Cryptoprocta ferox -
- Cryptoprocta spelea - le « fossa géant »

## Hình ảnh

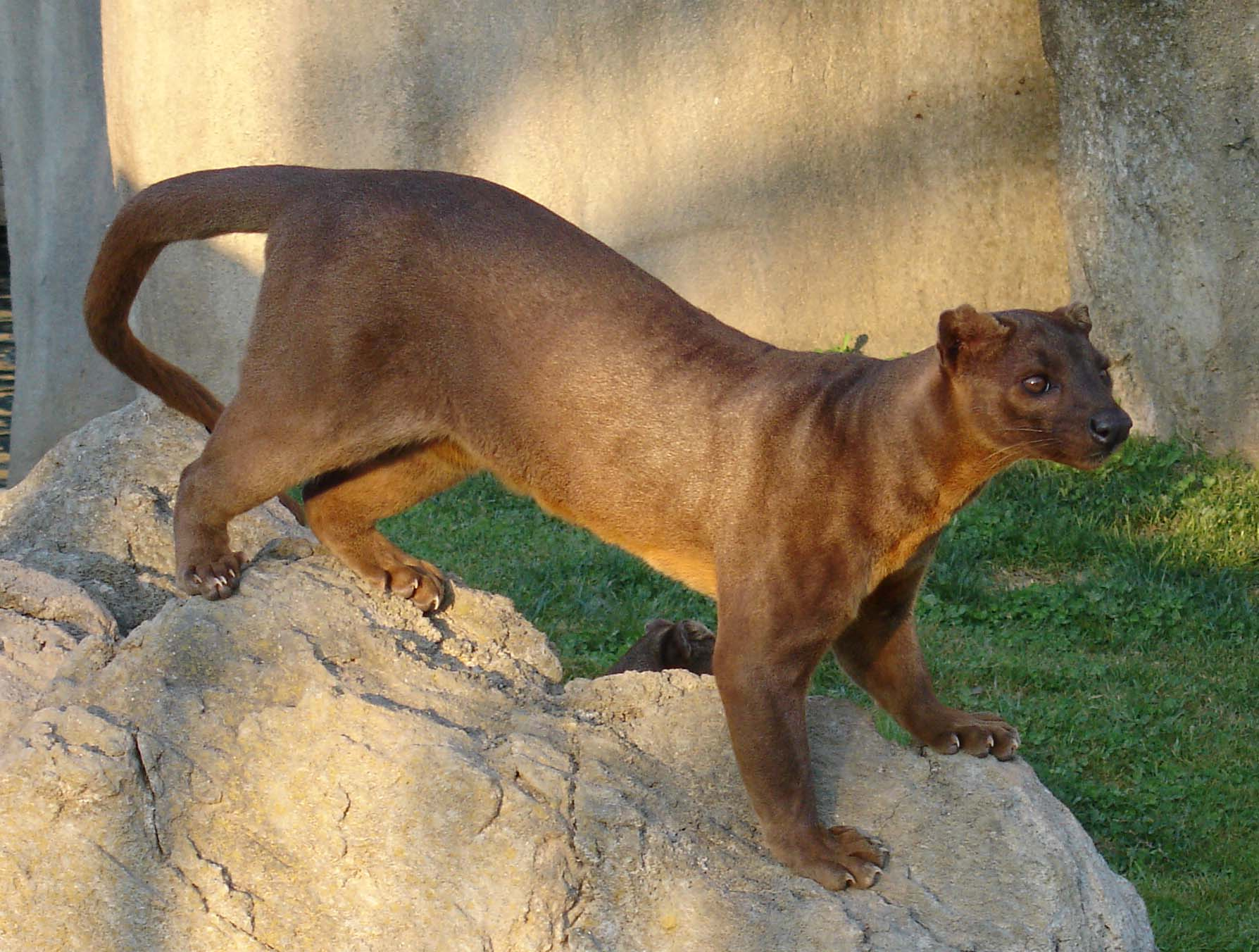
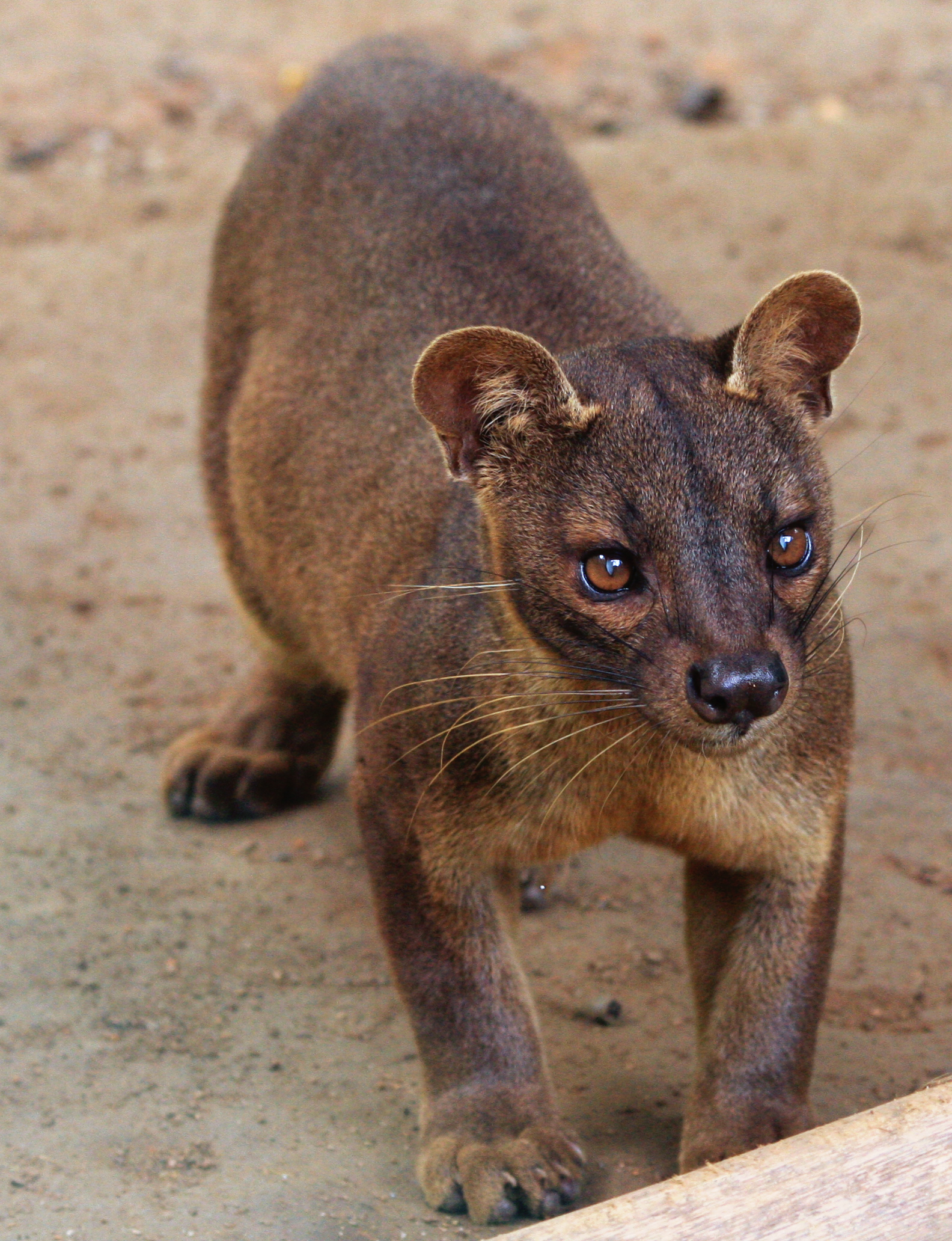